# Wyn Thomas
Pour les articles homonymes, voir Thomas.
Wyn Thomas (né le 11 janvier 1979 à Carmarthen) est un footballeur gallois. Il joue pour le club d'Aberystwyth Town qui évolue en Welsh Premier League. Il a été champion du pays de Galles en 2008.

## Palmarès
Llanelli AFC
- Championnat du pays de Galles
  - Champion : 2008
- Coupe du pays de Galles
  - Vainqueur : 2011
- Coupe de la Ligue du pays de Galles
  - Vainqueur : 2008